# Селін Бара
Селін Інгрід Шумігай (фр. Céline Bara; нар. 9 вересня 1978, Антоні), відома як Селін Бара — французька порноакторка, ЛГБТ-активістка та письменниця.

## Біографія
Її мати маврикійського походження.
У 2000 році була номінована на премію Hot d'Or в категорії «Найкраща нова французька старлетка».
Кандидатка на парламентських виборах 2012 року.
Атеїстка.

## Фільми
- L'Homme dressé (2001)
- La polizia ringrazia (2001)
- 2000 ans d'amour: Histoire du preservatif a travers les ages (2000)
- Casa di cura (2000)
- Cock Smokers 16: Yes We Suck Dick! So Fuckin' What!? (2000)
- Les tontons tringleurs (2000)
- Whore Factory (2000)
- Ensorceleuses: Le projet Blair Bitch (1998) (як Селін)
- Amours de Femmes (1999)
- Profession enculeur (1994)

## Автобіографія
- 2007 : La Sodomite[7], у співавторстві з Cyrille Bara (ISBN 978-2-9530330-0-7)